# هیوز پلیس (کالیفرنیا)
هیوز پلیس (به انگلیسی: Hughes Place) یک منطقهٔ مسکونی در ایالات متحده آمریکا است که در شهرستان بیوت، کالیفرنیا واقع شده‌است. هیوز پلیس ۷۷۳ متر بالاتر از سطح دریا واقع شده‌است.